# 東京都市計画道路幹線街路環状第2号線

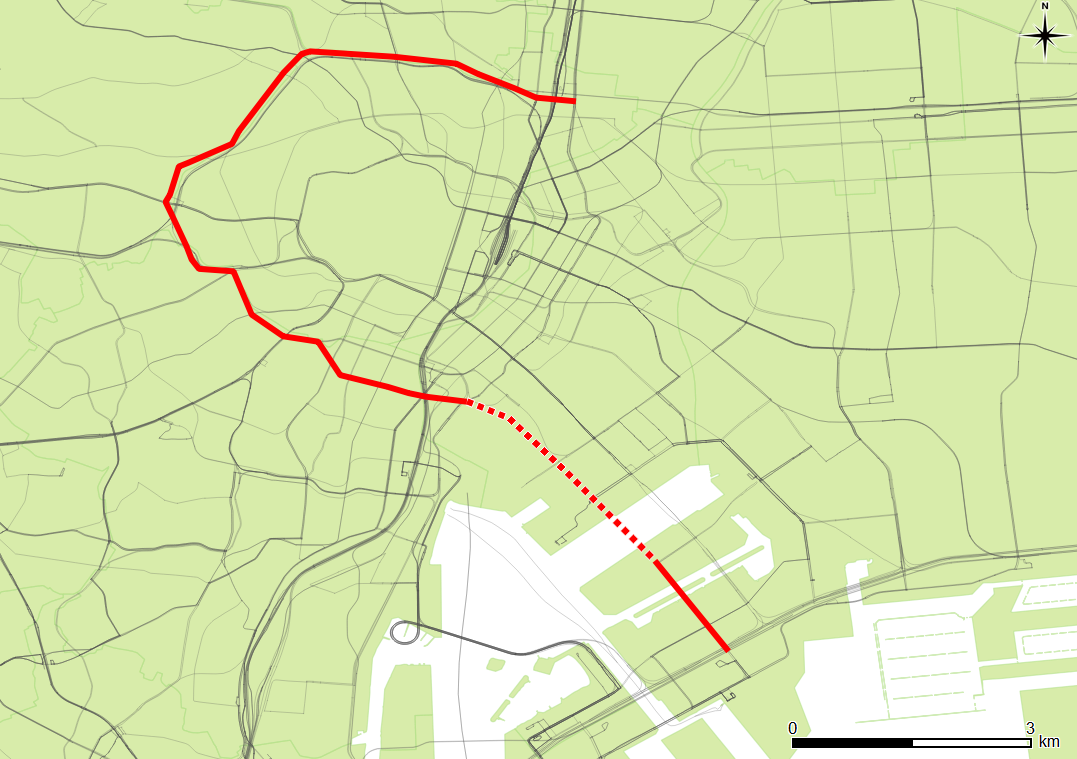
東京都市計画道路幹線街路環状第2号線

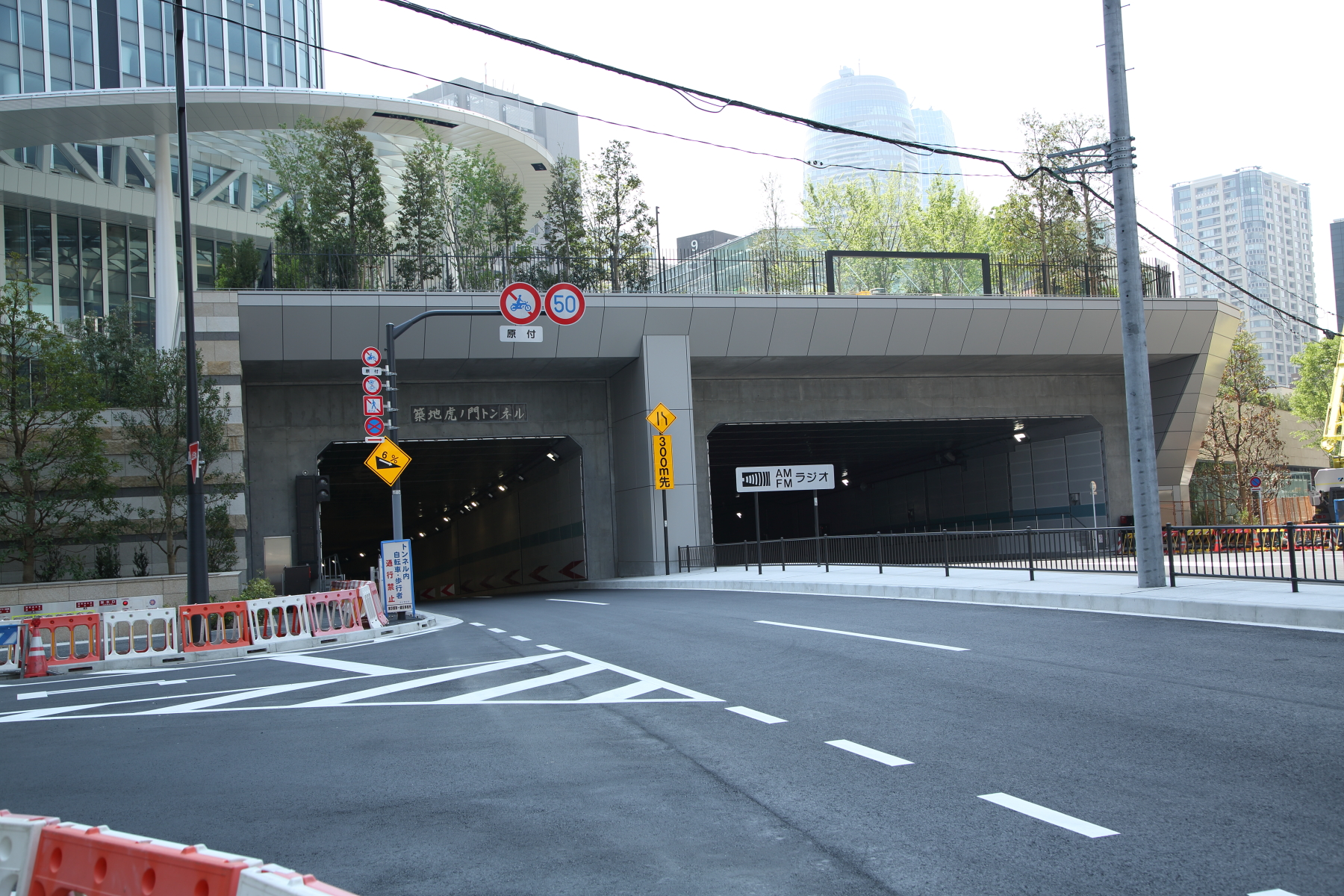
築地虎ノ門トンネル（虎ノ門側出口）。

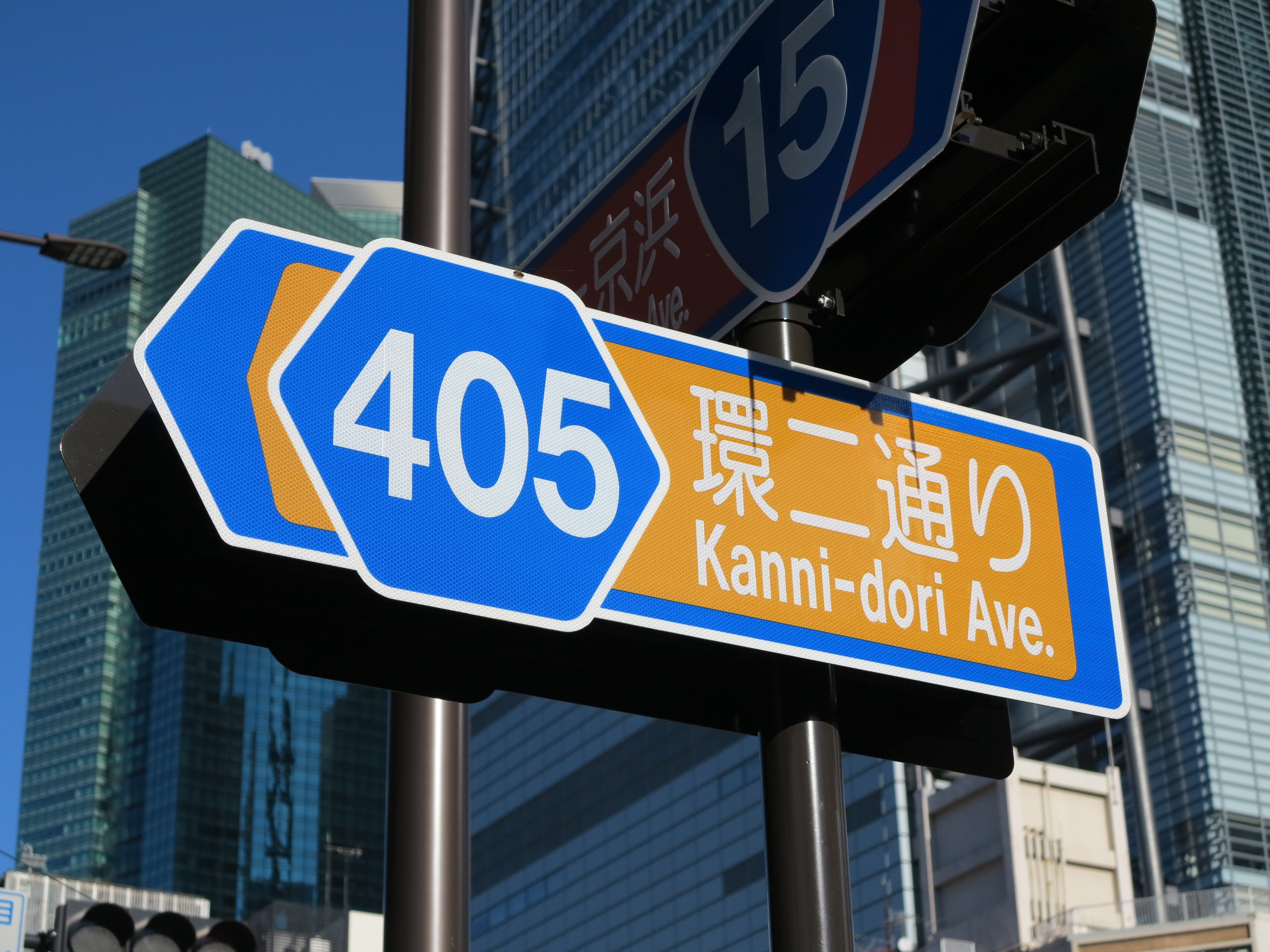
「環二通り」の通称名が表記された案内標識

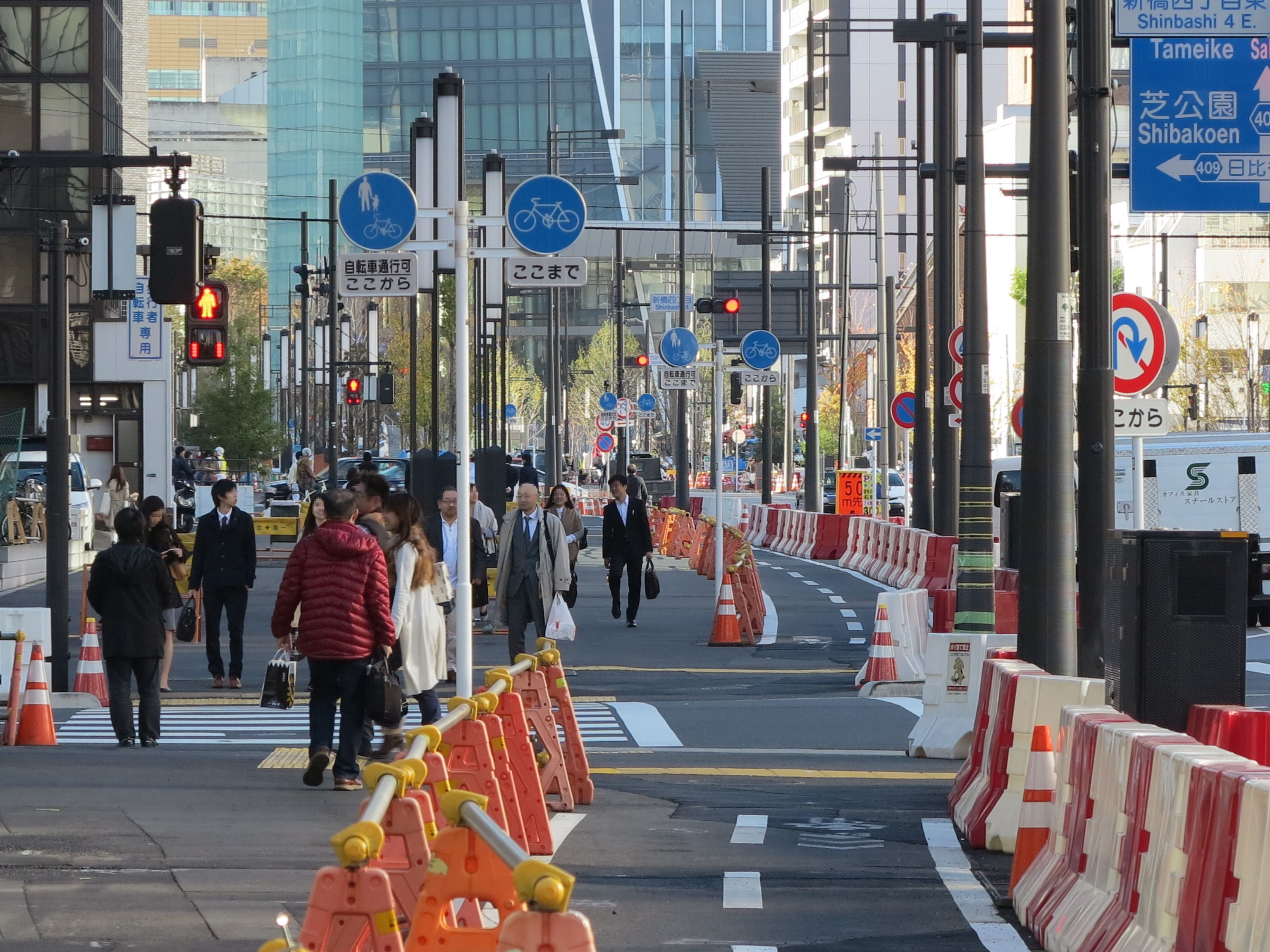
自転車道と歩道

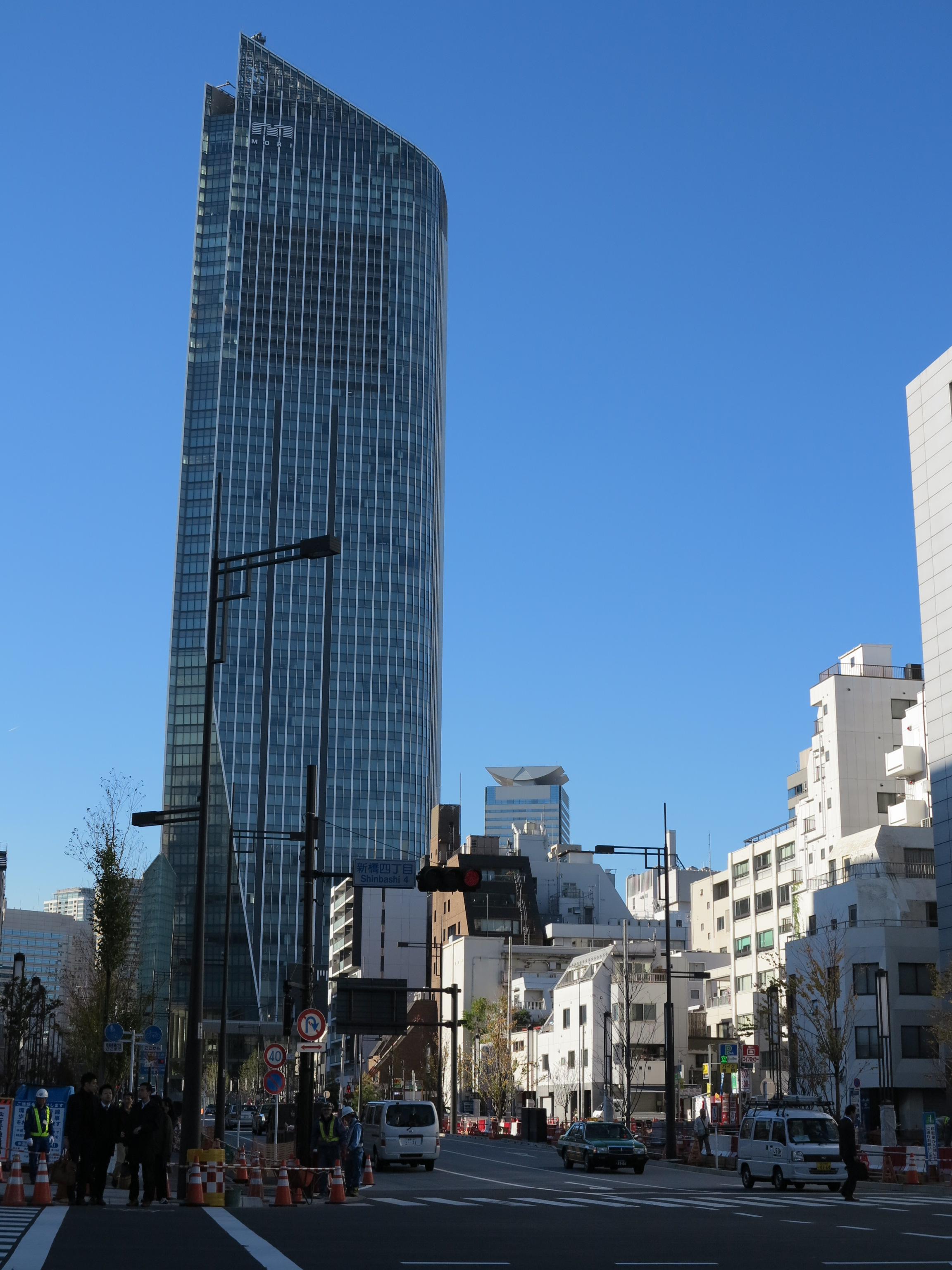
新橋四丁目交差点付近より虎ノ門ヒルズを臨む（新虎通り）

東京都市計画道路幹線街路環状第2号線（とうきょうとしけいかくどうろかんせんがいろかんじょうだい2ごうせん）は、東京都江東区有明2丁目から港区新橋、新宿区四谷を経由し千代田区神田佐久間町1丁目に至る都市計画道路である。
江東区有明2丁目から築地5丁目までの区間、港区新橋4丁目から虎ノ門2丁目までの地下トンネル区間、新橋4丁目から虎ノ門1丁目までの地上街路（愛称：新虎通り）区間、虎ノ門2丁目の特許庁前から終点の千代田区神田佐久間町1丁目までの外堀通りが供用中である。ただしこのうち中央区晴海5丁目から築地5丁目までの区間は暫定開通区間である。また中央区築地から港区新橋までの区間が事業中である。中央区築地から虎ノ門までの地下トンネルの名称は「築地虎ノ門トンネル」である。2014年4月1日、築地虎ノ門トンネルを含む有明-虎ノ門間の通称が「環二通り」と定められた。

## 概要
終点側の大部分は「外堀通り」として知られる。また、新橋 - 虎ノ門区間の地上部道路は「新虎通り」という愛称が付けられており、このうち新橋4丁目から虎ノ門ヒルズ付近までの道路では歩道・自転車道の幅員が片側13mと広くとられている。

### 要目
- 起点：東京都江東区有明2丁目
- 終点：東京都千代田区神田佐久間町1丁目
- 総延長：約13,950m
- 標準幅員：40m

## 「マッカーサー道路」
都市計画道路のうち、2003年（平成15年）に事業化され、2014年（平成26年）3月29日に開通した。虎ノ門から新橋に至る全長 1.4 kmの区間は、太平洋戦争後約60年間に渡って工事の着工が凍結されていた。
日本の降伏（1945年〈昭和20年〉）後、日本占領軍の一部隊・アメリカ軍が駐日アメリカ合衆国大使館から竹芝桟橋に至る幅100 mの大道路を計画しているとの誤解がなされ、連合国軍最高司令官総司令部（GHQ）の最高司令官ダグラス・マッカーサーの名前から「（幻の）マッカーサー道路」としばしば俗称されてきたが、これは歴史的な事実に照らして全くの誤用であった。
実際には1923年〈大正12年〉の関東大震災後に後藤新平らによって策定された帝都復興計画において、この区間と全く同一のルートを通る都市計画道路が計画されていたが、帝国議会などの反対によって計画が廃止されている。その後昭和10年代末に、内務省国土局都市計画課により計画が復活し、太平洋戦争中には空襲による延焼を防ぐ空地帯の確保のため、ほぼこのルートに沿う形で防空法に基づく建物疎開が行われている。終戦後には、この空地帯を利用する形で幅員100 mの環状2号線として都市計画決定がされている。この間、マッカーサーの率いるGHQは計画に全く関係していないばかりか、「敗戦国に立派な道路は必要ない」「これでは（敗戦国ではなく）戦勝国の記念道路のようだ」と、むしろ反対の立場だった。
環状2号線を始めとする100m道路を都心部に縦横に走らせるという東京の戦災復興都市計画は、当時の東京都建設局都市計画課長であった石川栄耀が戦前から考案していたプランを、1945年（昭和20年）12月に閣議決定された「戦災地復興基本方針」に基づきそのまま法定計画として採用したものである。当初計画では環状2号線は全区間で幅員100mとして都市計画決定され、全国に24本計画された幅員100 mの都市計画道路のうちのひとつであった（1950年〈昭和25年〉3月に幅員を40mへ縮小）。これらの経緯からして、本来であれば「マッカーサー道路」ではなく「後藤新平道路」と呼ぶべきだとの意見もあった。
この区間は商業地としての価値が高かったことから用地買収が難航、長らく計画は頓挫した状態であったが、1989年（平成元年）の法改正によって立体道路制度が創設され、道路上に建物を建てることが可能になったことから再開発事業が再開された。事業の進捗に際して新たな愛称を決定するため地元地権者などから構成される委員会が組織され、2013年（平成25年）2月9日より同区間の地上部分の道路愛称について公募を行った結果、同年5月31日に「新虎通り」を地上街路部の道路愛称に決定した。新たな通称名が決定したにもかかわらず、開通時の複数の報道では「マッカーサー道路」の俗称が用いられた。同年4月1日、地下トンネル区間を含む有明-虎ノ門間について「環二通り」の通称が設定された。ただし、「新虎通り」および「環二通り」の通称が設定されて以降も、特に「新虎通り」となった地上街路部区間を指して「マッカーサー道路」と呼ばれることが多い。

## 区間と通称および主な接続路線

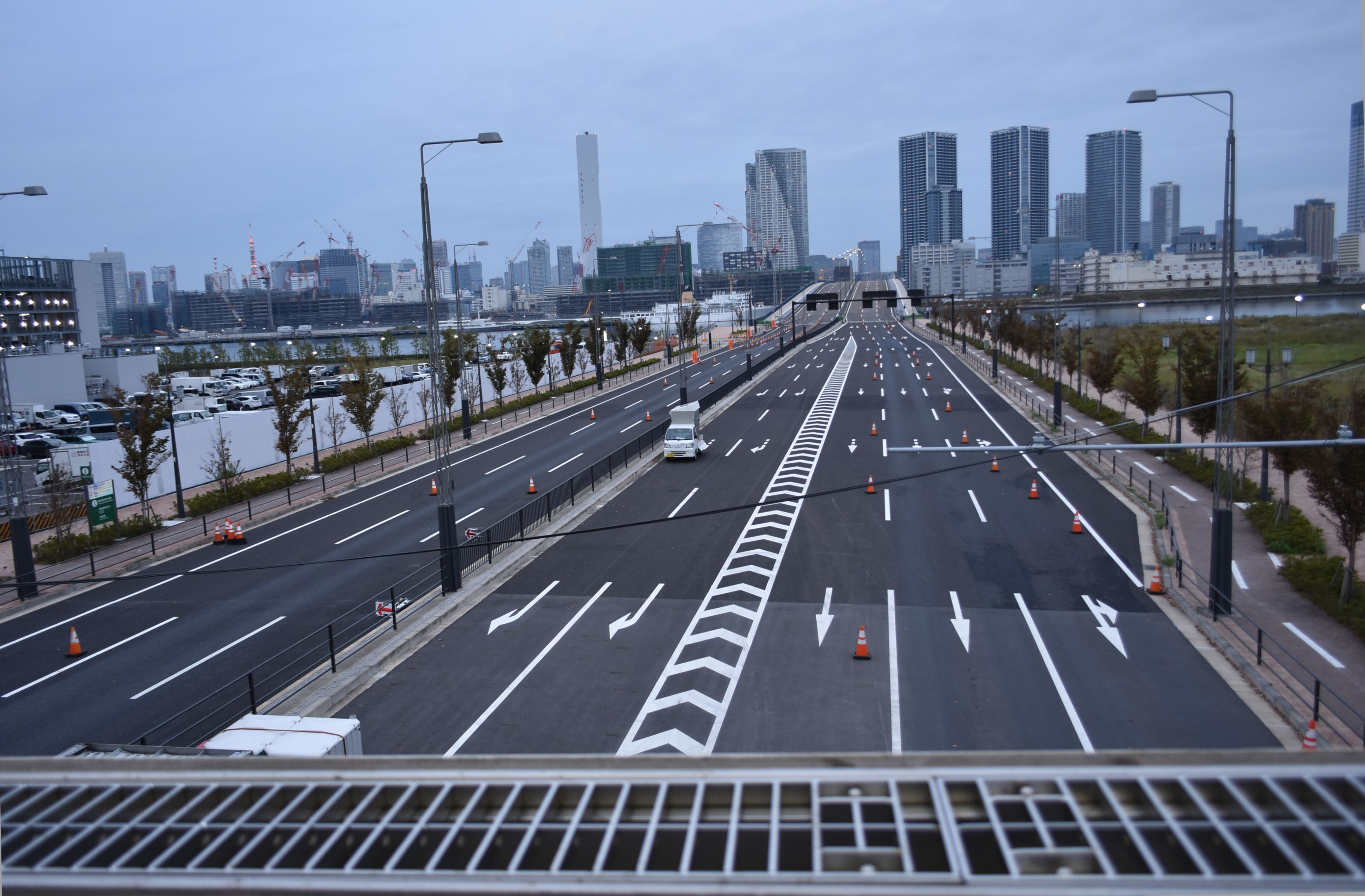
豊洲市場前交差点から豊洲大橋方面を望む（2018年10月15日撮影）

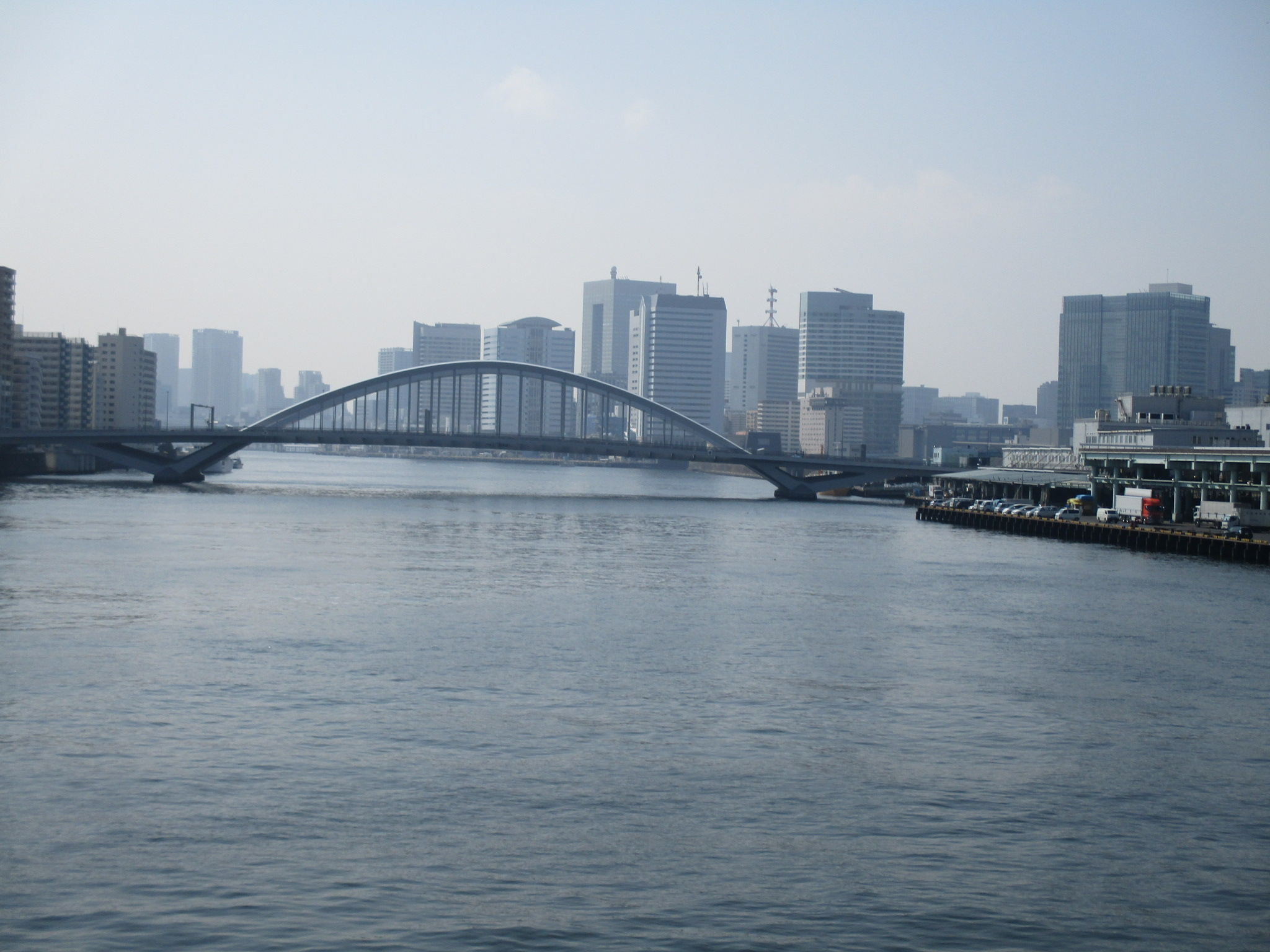
築地大橋。右側は築地市場。

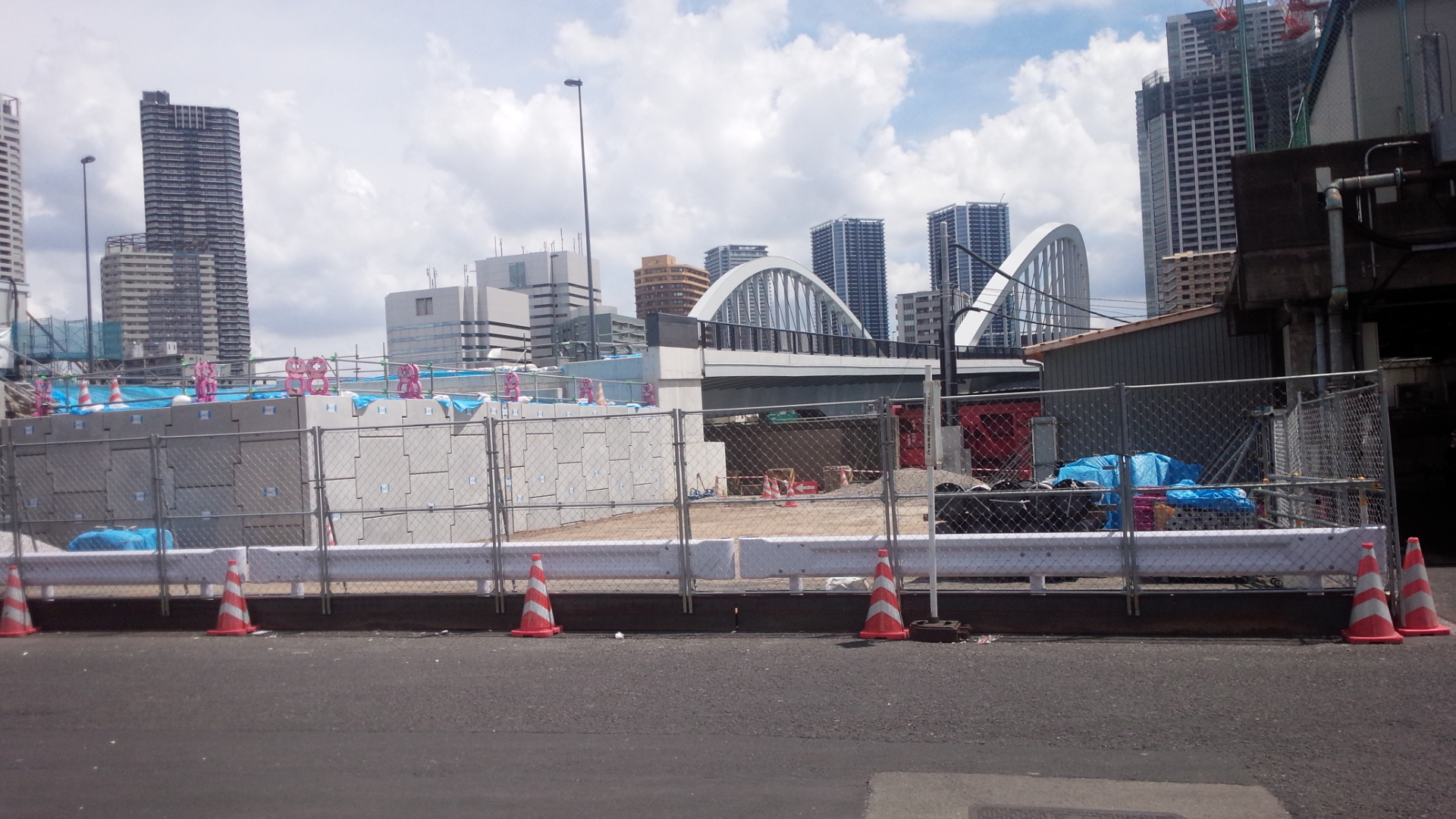
工事が中断した築地大橋（築地市場内から撮影）

- 路線名は略称で表す（国道x号→国x、都道yyy号○○△△線→都yyy）
- 「||」は地下トンネル区間

江東区有明2丁目：国357（湾岸道路、首都高速湾岸線）
　｜　都484（環二通り）
江東区有明1丁目
　｜　都484（富士見橋・環二通り）
豊洲市場前交差点：都484
　｜　都484（豊洲大橋・環二通り）
中央区晴海5丁目
　｜　都50（黎明大橋・環二通り）
中央区勝どき6丁目付近
　｜　都50（勝どき陸橋・環二通り）
中央区勝どき5丁目付近
　｜　都50（隅田川、築地大橋・環二通り）
中央区築地5丁目付近（旧・築地市場）
　｜　都50（地下トンネル・環二通り）
旧青果門前交差点：都50（新大橋通り）
　||　都50（地上街路：新大橋通り、地下トンネル：環二通り）
汐先橋交差点：都316（海岸通り）
　||　都481 2号支線（環二通り・地下トンネル）
汐留交差点：都481本線　※ここの青看では汐先橋・方面東西いずれも環二通り405号線とされているが実際は481号の支線である。
　||　都481 3号支線（環二通り・地下トンネル）　
東新橋一丁目交差点：港区東新橋1丁目付近：国15（第一京浜）※この交差点に481号3号支線と405号4号支線の終点ポストがある。
　||　都405 4号支線（地上街路：新虎通り、地下トンネル：環二通り）
新橋四丁目交差点：港区新橋4丁目付近：都409（日比谷通り）
　||　都405 4号支線（地上街路：新虎通り、地下トンネル：環二通り）
愛宕一丁目交差点：港区西新橋2丁目付近：都301
　||　都405 4号支線（環二通り）
虎の門二丁目交差点：港区虎ノ門1丁目付近：国1（桜田通り）
　｜　都405（環二通り）4号支線
赤坂一丁目交差点：港区虎ノ門2丁目付近（赤坂一丁目）：都405（外堀通り）※この交差点に4号支線の起点ポストがある。
　｜　都405（外堀通り）
（特許庁前交差点）
　｜　都405（外堀通り）
溜池交差点：都412（六本木通り）
　｜　都405（外堀通り）
山王下（日枝神社入口）交差点：都413（赤坂通り）
　｜　都405（外堀通り）
赤坂見附交差点：国246（青山通り）
　｜　都405（外堀通り）
新宿区四谷1丁目付近（交差点名なし）：都414
　｜　都405（外堀通り）
四谷見附交差点：国20（新宿通り）
　｜　都405（外堀通り）
市ヶ谷八幡町交差点：都302（靖国通り）
　｜　都405（外堀通り）・都302（靖国通り）重複
市谷見附交差点：都302（靖国通り）
　｜　都405（外堀通り）
飯田橋交差点：都8（目白通り）・都25（大久保通り）
　｜　都405（外堀通り）
水道橋交差点：都301（白山通り）
　｜　都405（外堀通り）
都403（本郷通り）と立体交差。連絡車路なし。
　｜　都405（外堀通り）
昌平橋交差点：国17・都405（外堀通り）
　｜　国17
万世橋交差点：国17・都437（中央通り）
　｜　※通称なし
千代田区神田佐久間町1丁目：国4（昭和通り）

## 歴史
汐留 - 虎ノ門間は、2003年（平成15年）に事業化され、2005年（平成17年）に着工された。築地から汐留交差点を経て国道1号までの区間は地下トンネルであり、国道1号交点から外堀通り交点までは平面交差の形態で建設が進められており、2014年（平成26年）3月29日に新橋 - 虎ノ門間は地上街路部とあわせて開通、汐留 - 新橋間は引き続き建設中である。
勝どきから築地・旧青果門前交差点までの区間については、移転予定となっている築地市場の跡地を利用し、2015年に完成する計画であったが、同市場の豊洲市場への移転が難航したこともあり、この区間の整備も当初計画より遅れている。計画では汐先橋交差点を地下トンネルで通過、築地市場付近で地上に出て、隅田川を橋梁で渡るという構造である。築地市場の移転が難航していることから、東京都では市場内の本線トンネル工事の掘削工事着手を遅らせ、市場南側の搬出用道路を片側1車線に拡幅し、暫定の迂回路として隅田川を渡る橋梁と接続する。
2018年10月11日の豊洲市場開場に伴い、上り線を市場関係車両に限定して通行可能とした。同年11月4日に、豊洲 - 築地間が築地市場の解体現場を迂回する形で通行が開放された。その後、築地市場の解体の進捗に伴い解体現場を迂回する従来の「暫定迂回道路」を市場跡を通り抜ける「地上部道路」に切り替えることとなり、2020年3月7日14時に下り線（都心側から臨海側）を、同月28日の同時刻に上り線（臨海側から都心側）を切り替えた。
2022年（令和4年）12月18日に中央区築地 - 港区新橋間が開通し、これによって環状第2号線は全線開通となった（歩道部などを含む事業完了は2024年度を予定している）。築地 - 汐留間は、虎ノ門まで連続する地下トンネル構造となる。
環状第2号線を活用してBus Rapid Transit（バス高速輸送システム）の東京BRT（虎ノ門ヒルズ - 新橋 - 豊洲市場前 - 国際展示場 - 東京テレポート）が運行されている。

## 再開発ビル
新橋・虎ノ門間の道路建設に関連して3棟の再開発ビルが作られた。

### 新橋街区
東京都港区新橋四丁目（北緯35度39分51秒 東経139度45分24秒 / 北緯35.664298度 東経139.756546度）で「環状第二号線新橋・虎ノ門地区第二種市街地再開発事業 I街区」の事業名で、（株）西松ビルサービスを特定建築者として建築が行われた。2011年4月に完成し「新橋プラザビル」と命名された。地上16階、地下2階で、B1階 - 3階（一部）が店舗、3階（一部） - 13階が住宅、14階 - 16階が事務所に使われている。

### 青年館街区
東京都港区虎ノ門一丁目（北緯35度40分04秒 東経139度44分56秒 / 北緯35.667846度 東経139.748763度）で「環状第二号線新橋・虎ノ門地区第二種市街地再開発事業 II街区」の事業名で、丸紅㈱を特定建築者として建築が行われた。2007年4月に完成し「グランスイート虎ノ門」と命名された。地上21階、地下1階で、1階 - 3階は港区が設置した虎ノ門健康福祉館・虎ノ門高齢者住宅サービスセンター「とらトピア」、4階 - 20階は住宅として使われている。

### 虎ノ門街区
東京都港区虎ノ門一丁目（北緯35度40分01秒 東経139度44分57秒 / 北緯35.666894度 東経139.749157度）で「環状第二号線新橋・虎ノ門地区第二種市街地再開発事業 III街区」の事業名で、森ビルを特定建築者として、立体道路制度を利用した超高層ビルの建築が行われた。2014年6月に竣工し「虎ノ門ヒルズ森タワー」と命名された。高さ247m（最高部255.5m）、地上52階、地下5階で、1階 - 5階がカンファレンス・店舗、6階 - 36階がオフィス、37階 - 46階が住宅、47階 - 52階がホテル（アンダーズ東京）に使われている。ビルの下部に環状第2号線の築地虎ノ門トンネルと取り付け部が設けられる。

## 開通前の写真

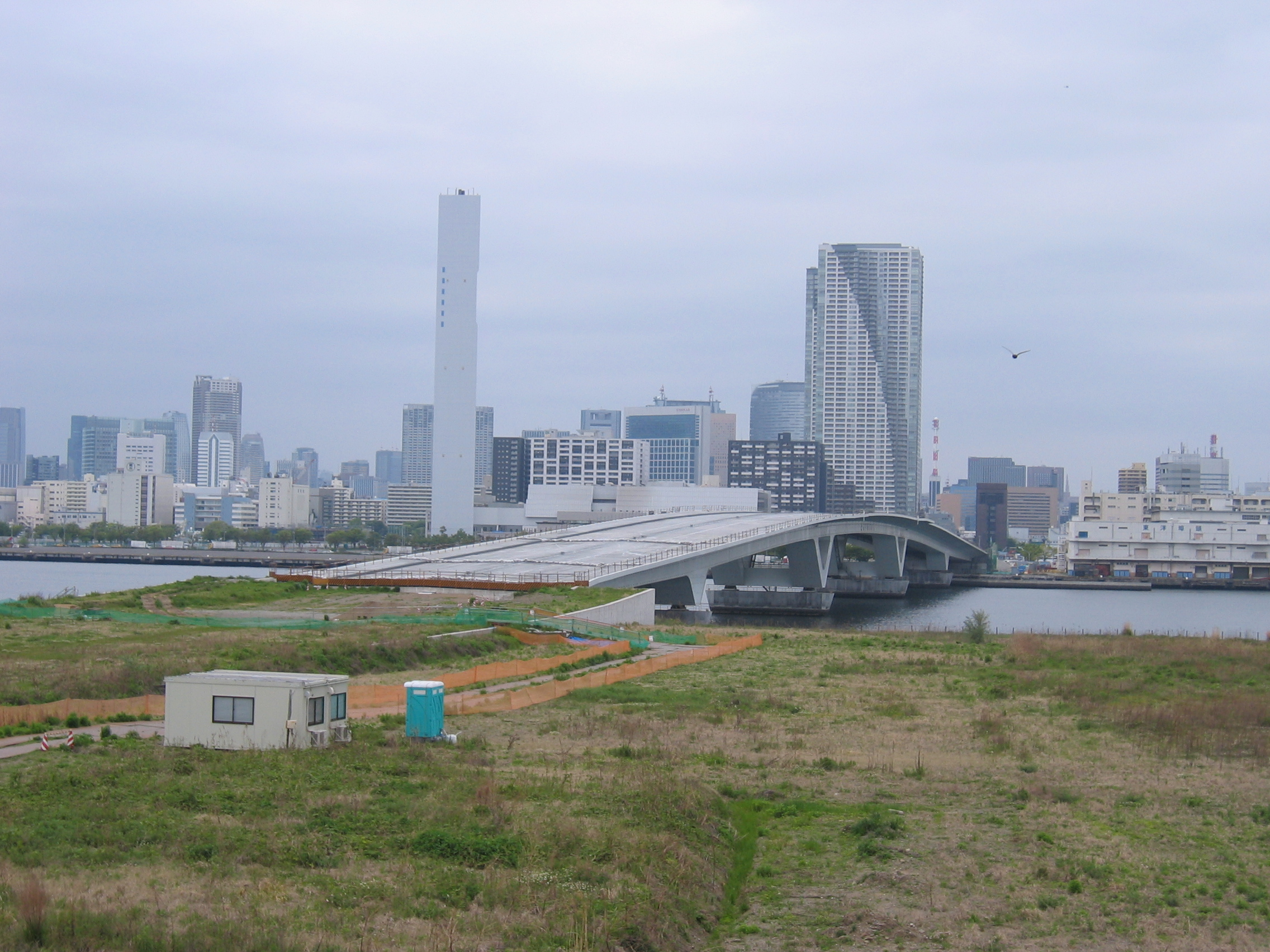
豊洲大橋（工事中）
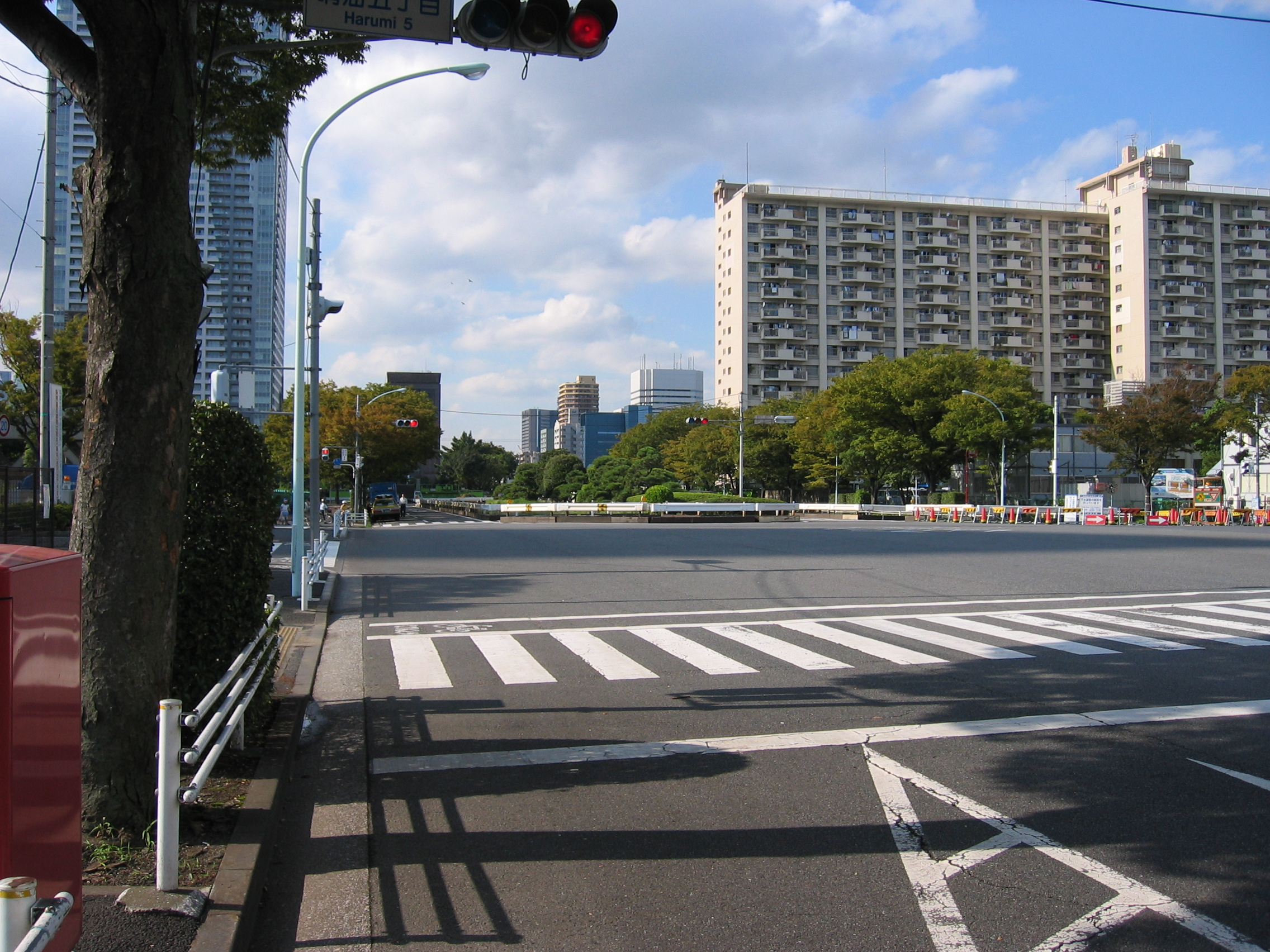
晴海5丁目交差点付近（工事中）
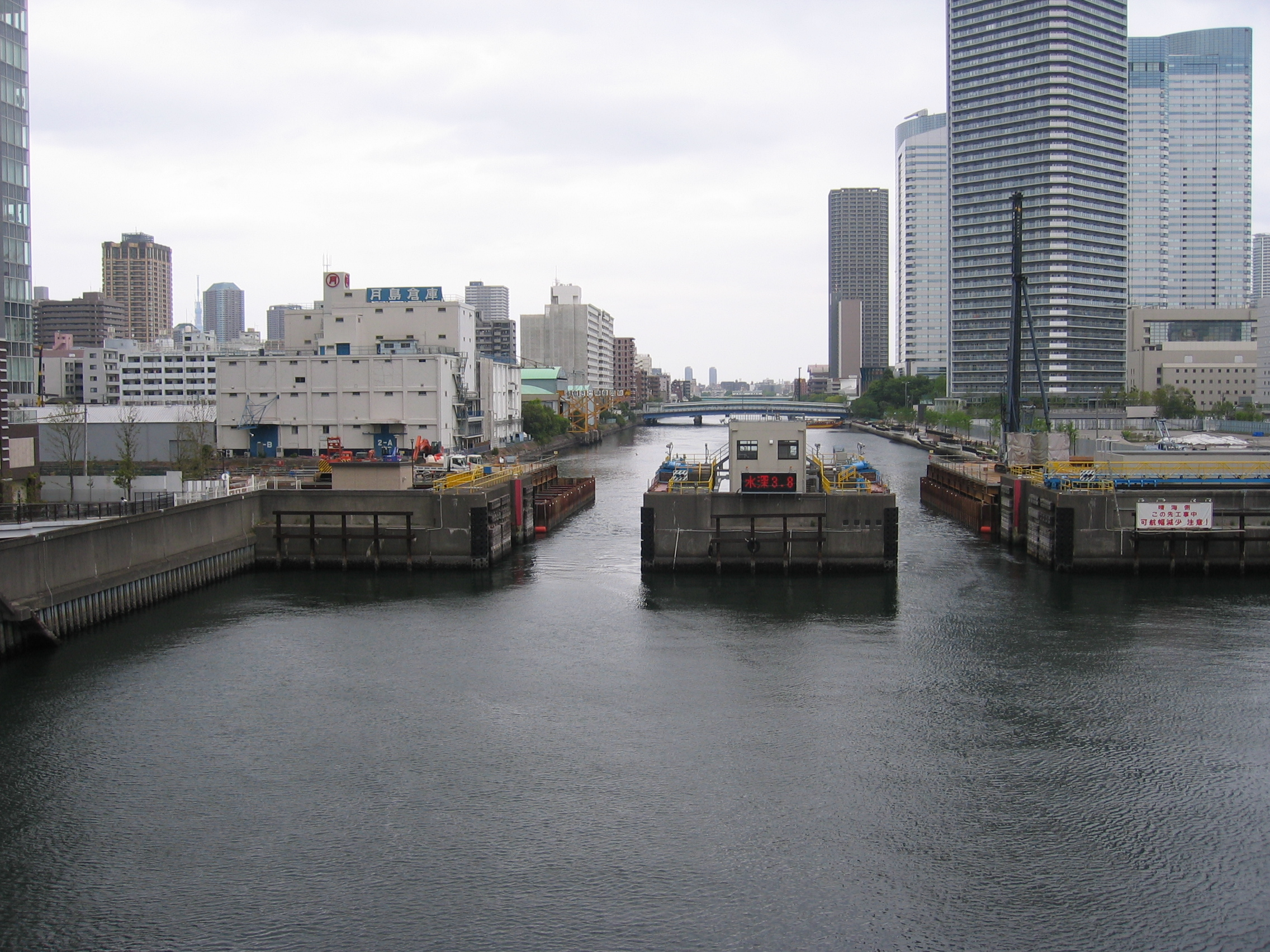
朝潮運河付近（工事中）
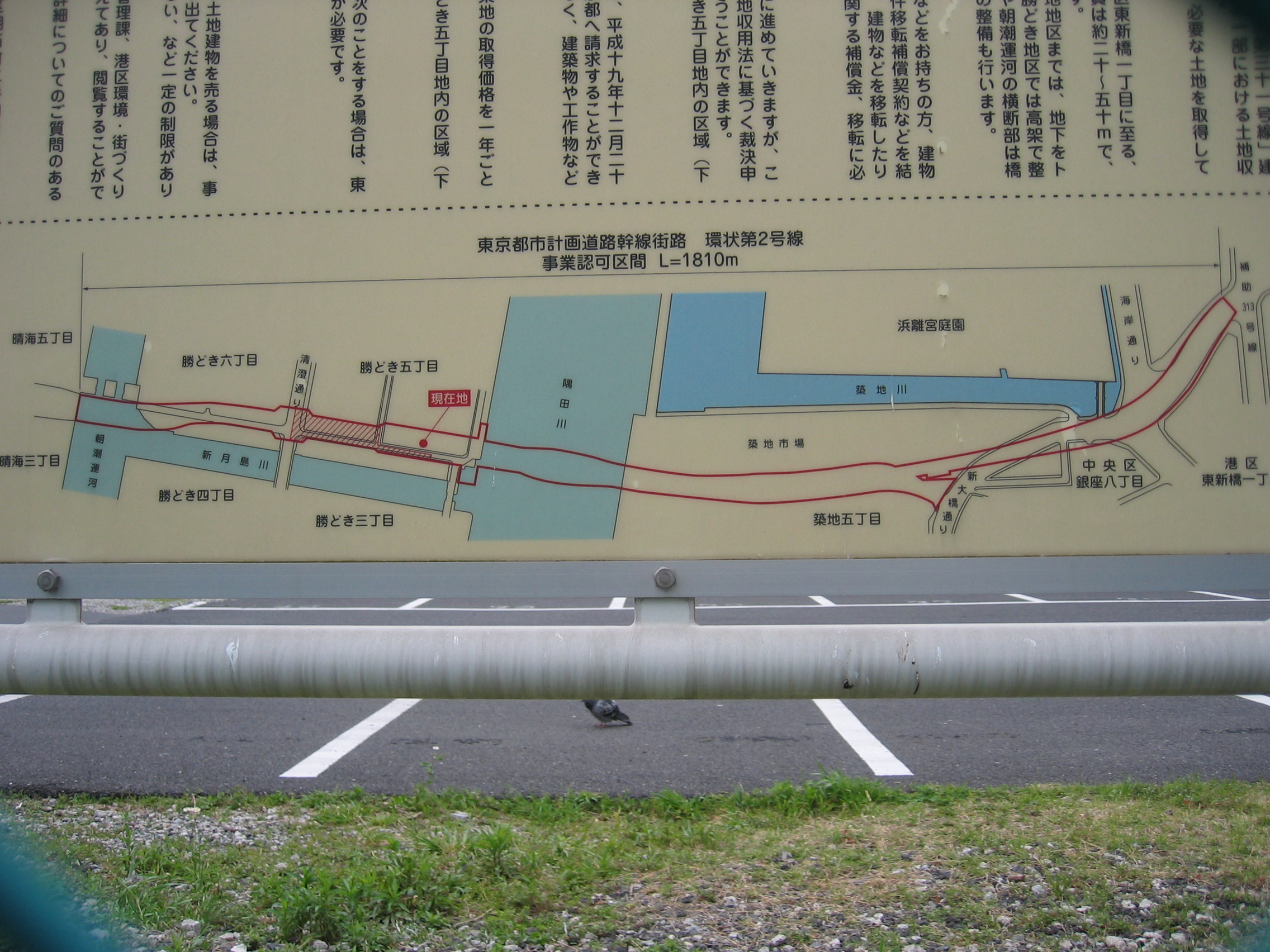
勝どき5丁目付近の看板
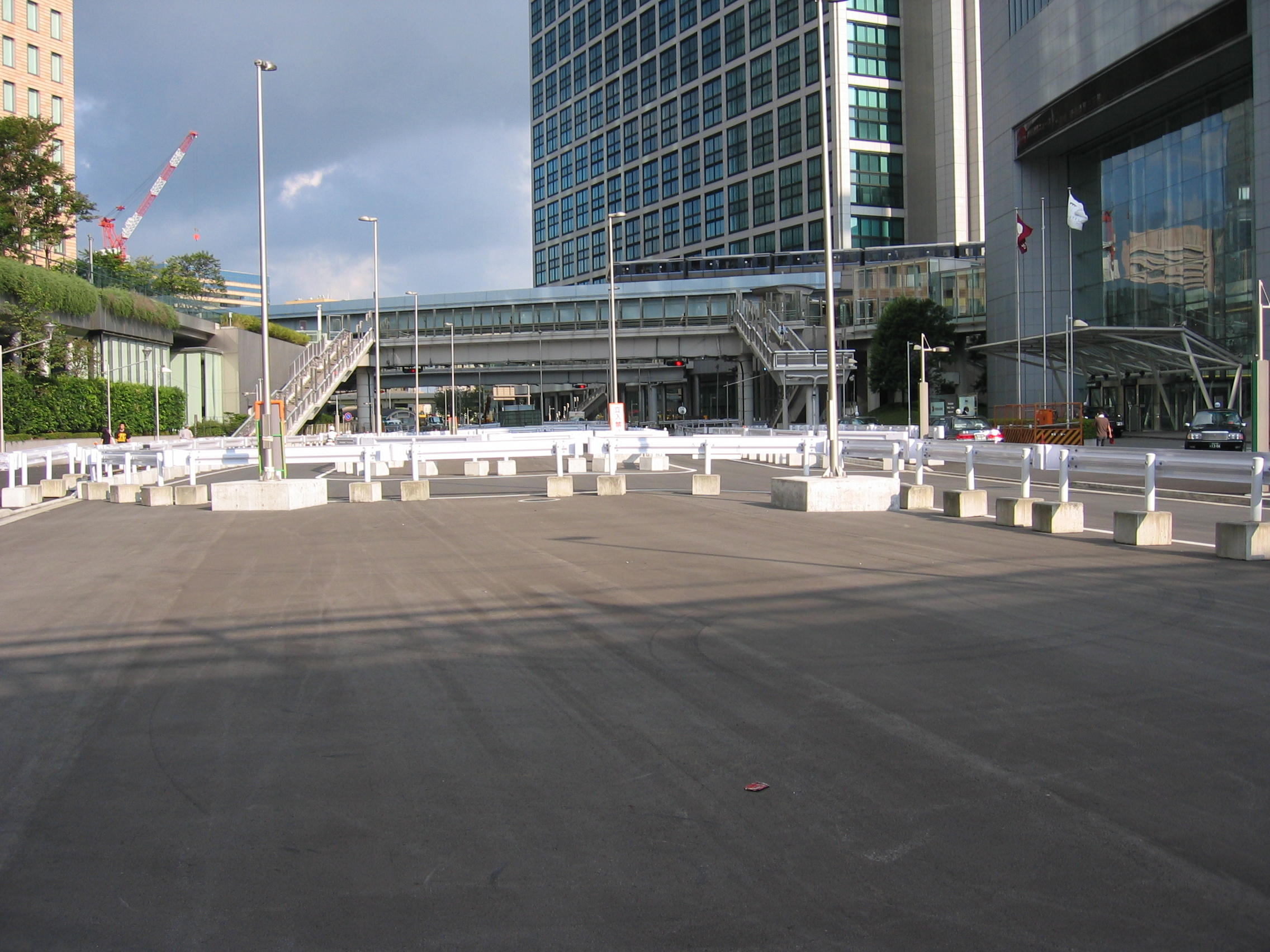
汐留付近（工事中）
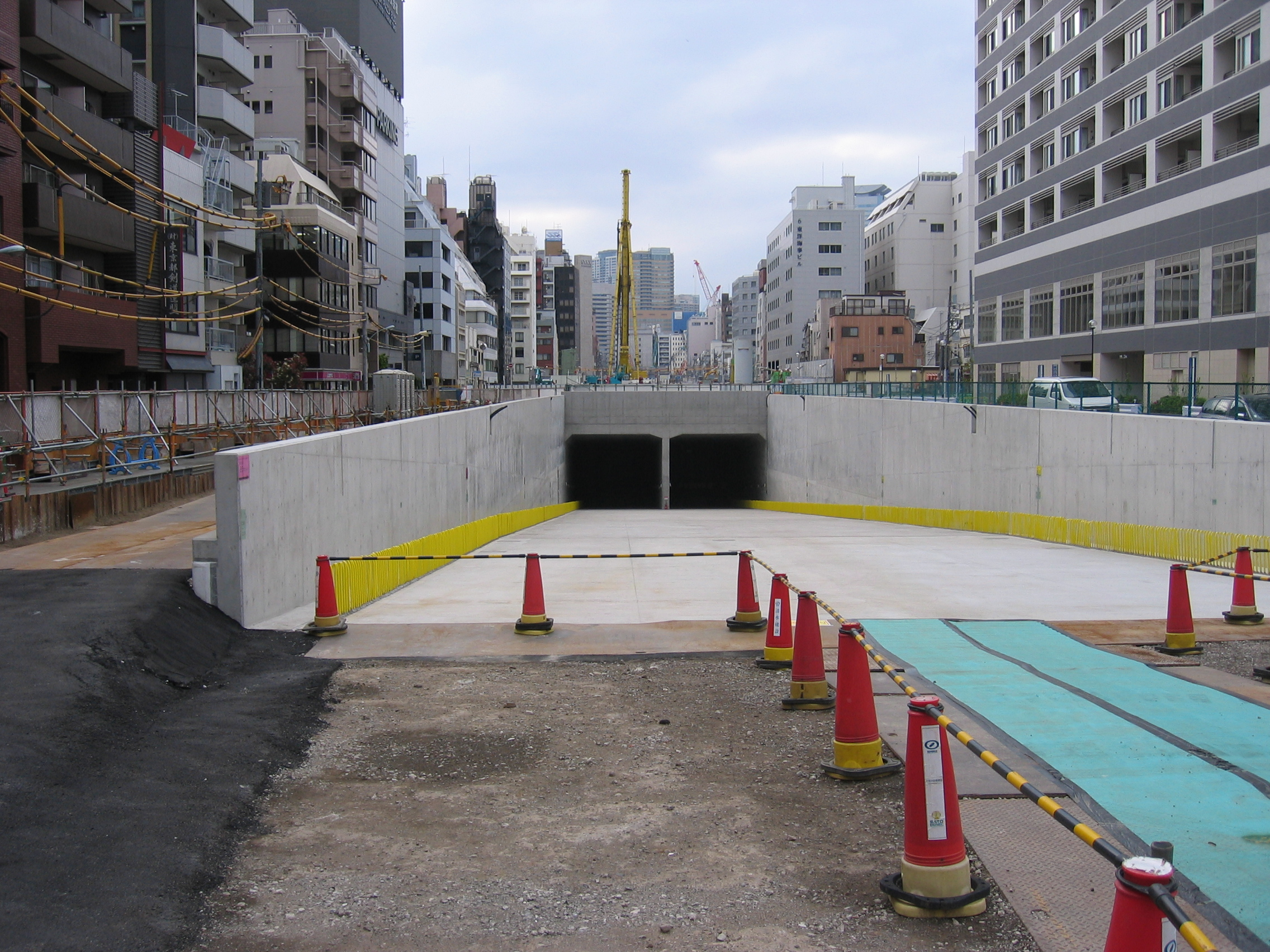
新橋4丁目付近の地下トンネル（工事中）
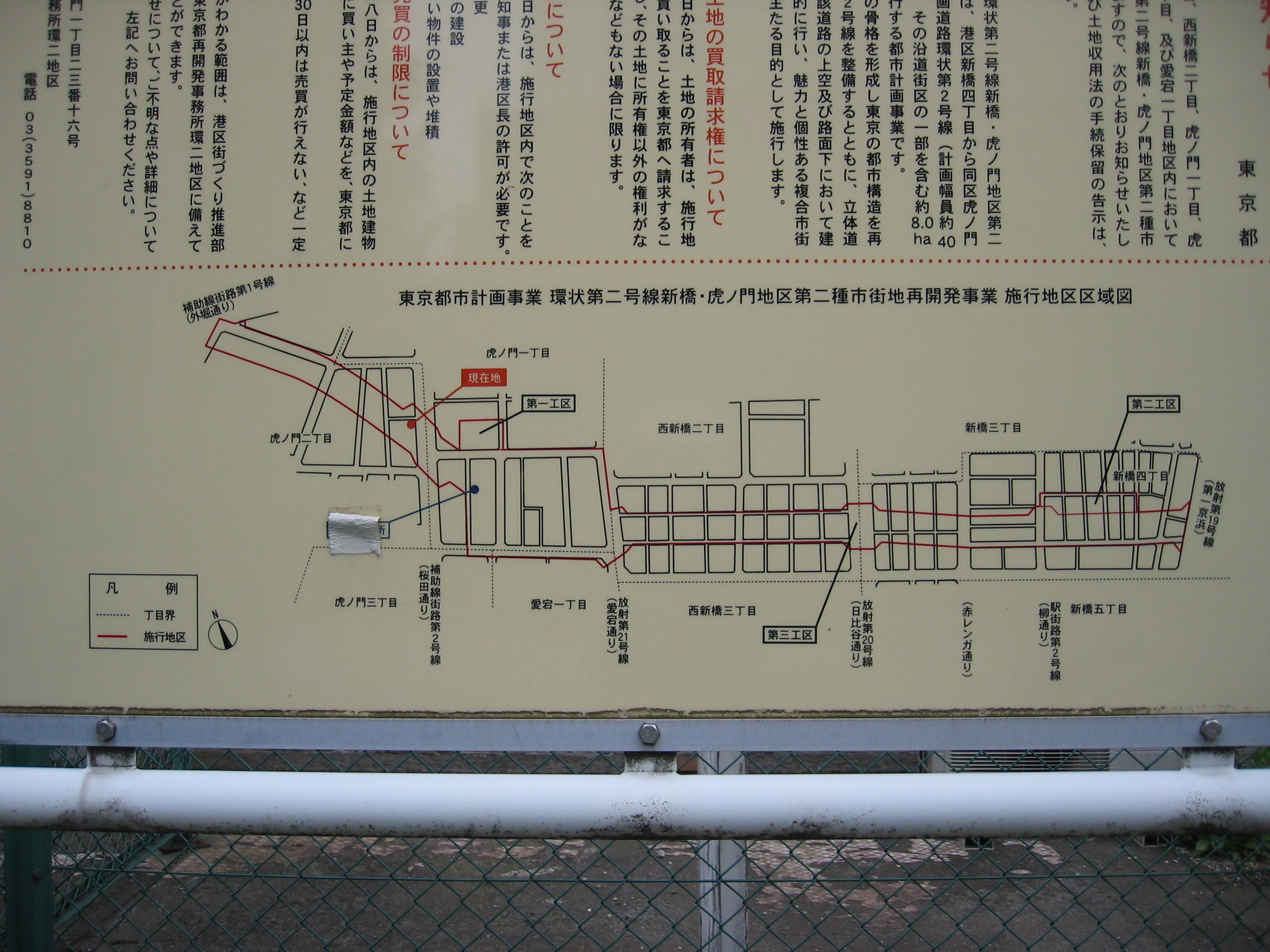
虎ノ門2丁目5番地付近の看板
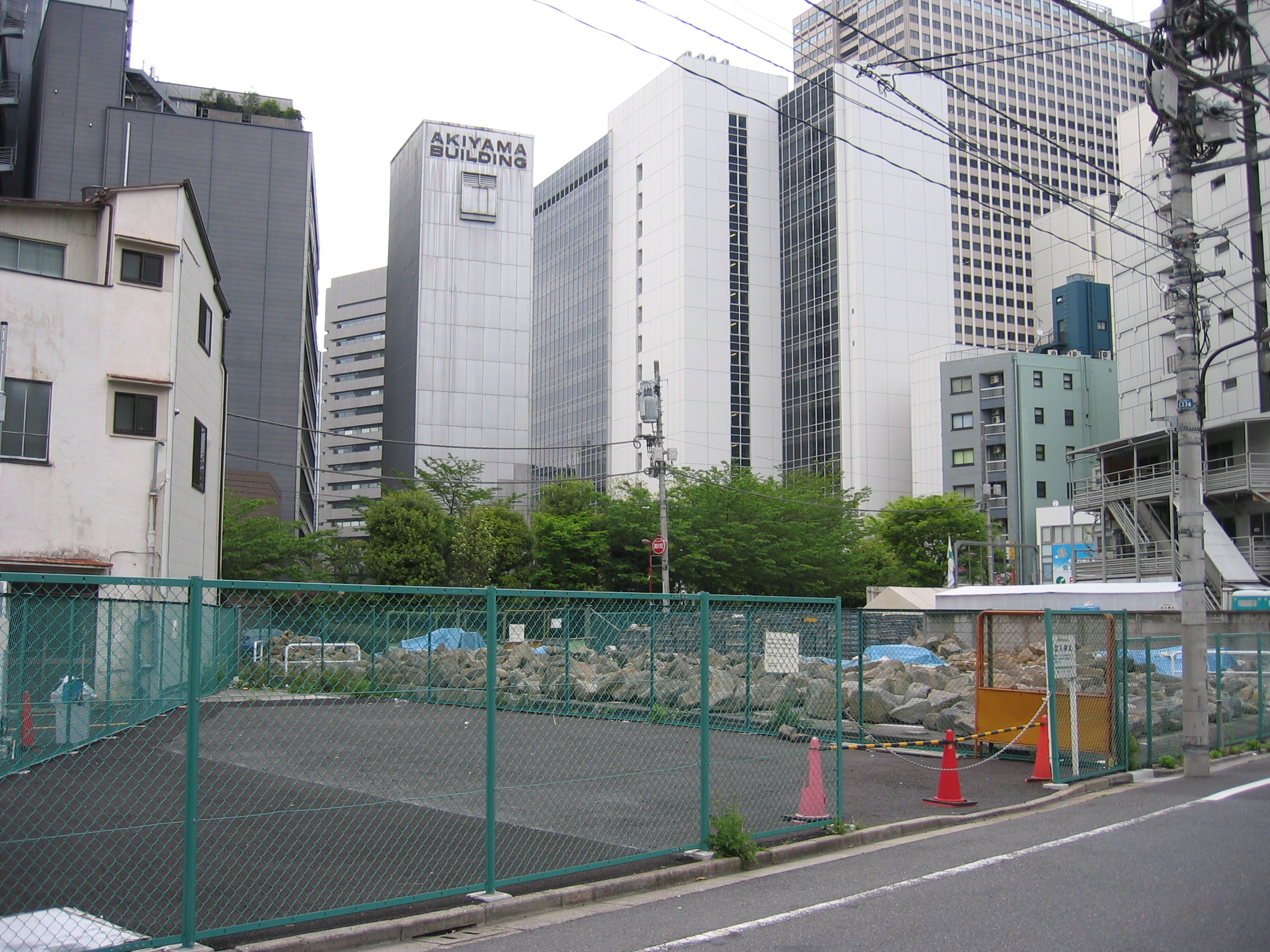
虎ノ門2丁目4番地付近（工事中）
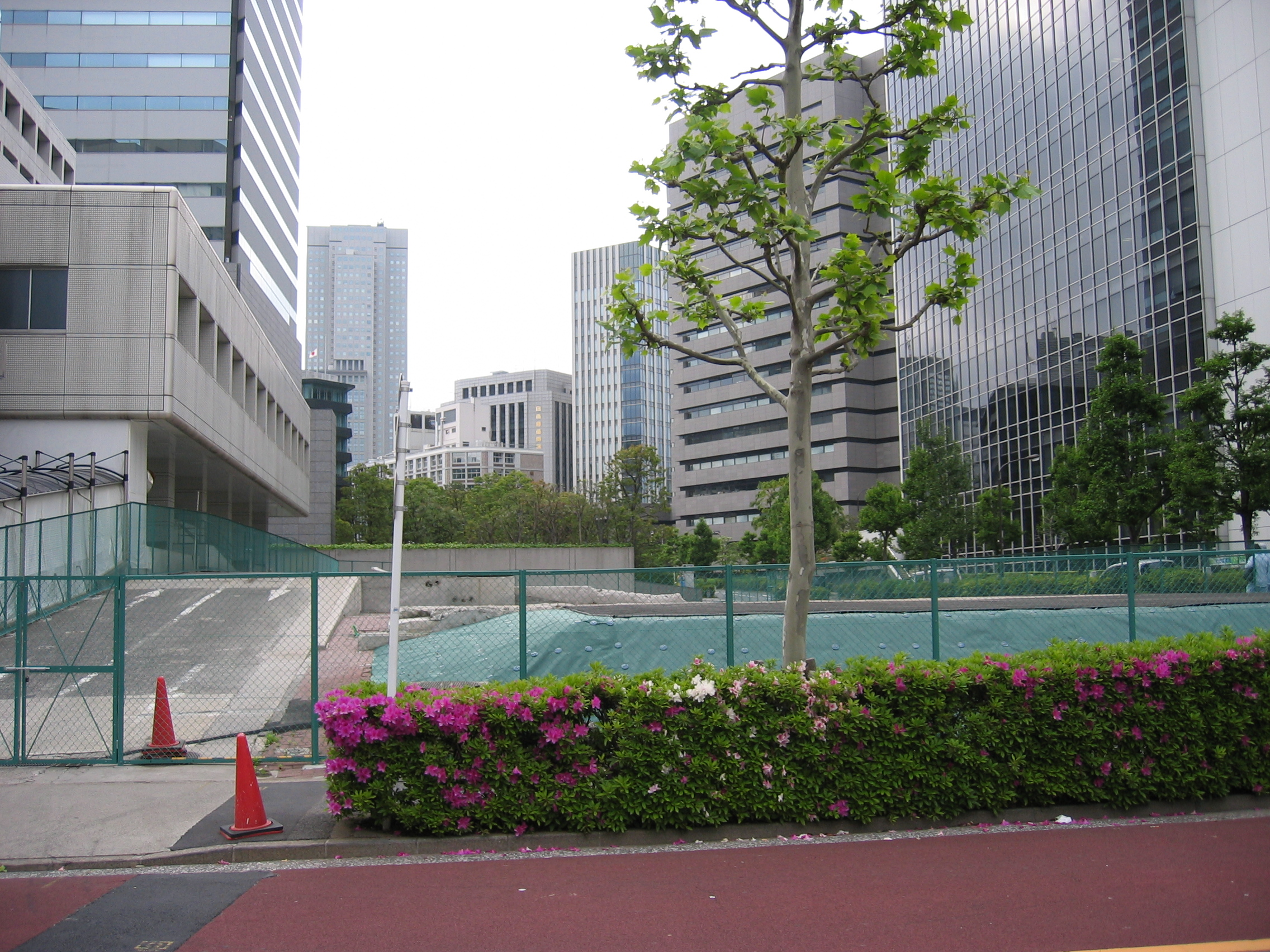
虎ノ門病院付近（工事中）
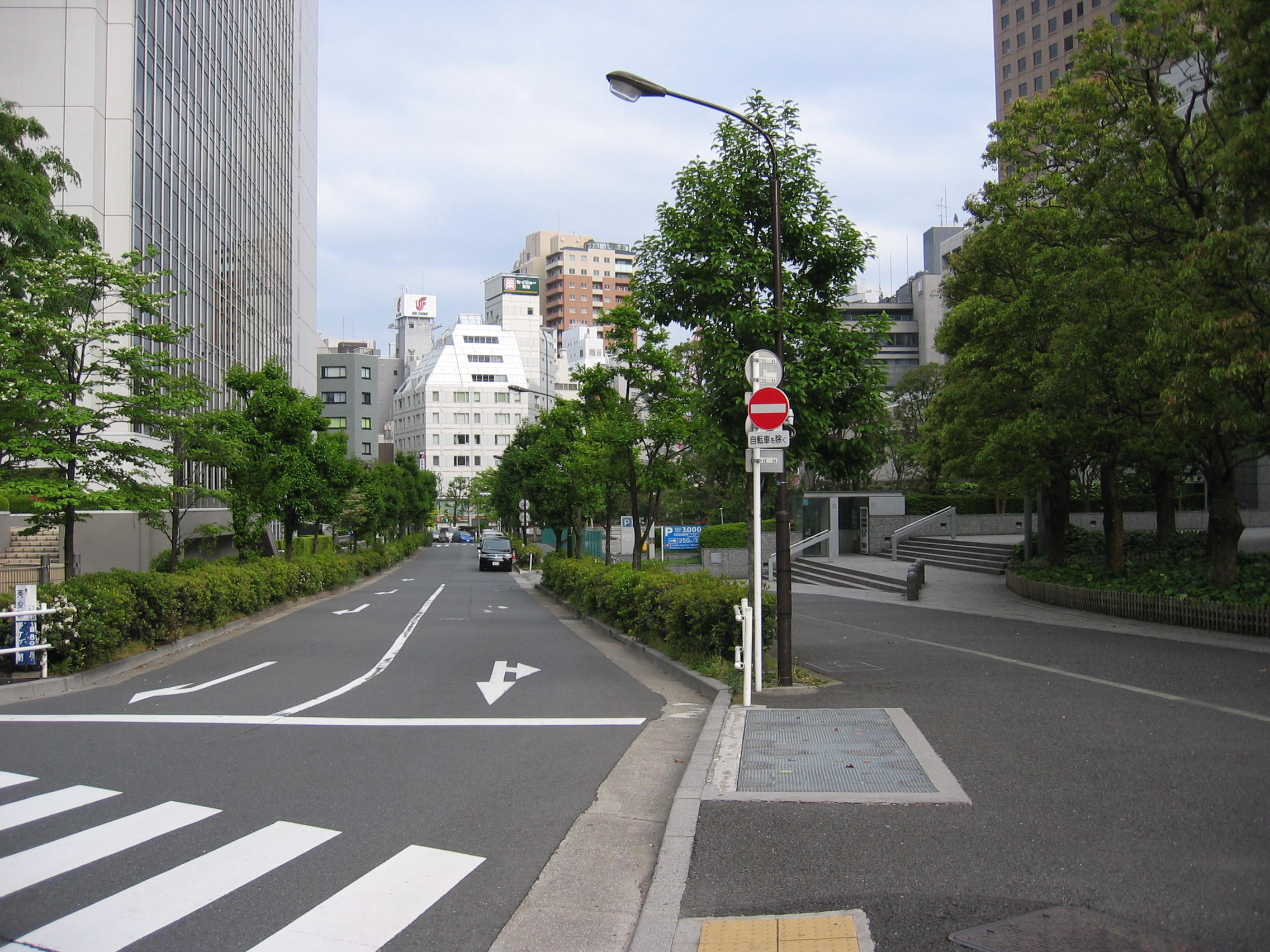
外堀通りとの接続点（未着手）

## テレビ番組
- 日経スペシャル ガイアの夜明け トーキョーが危ない 〜動きだした都市再生〜（2002年8月11日、テレビ東京）[26]。